# Bronco Billy
Bronco Billy je americký westernový komediálně-dramatický film z roku 1980 s Clintem Eastwoodem a Sondrou Locke v hlavních rolích. Režie se ujal Eastwood a scénář napsal Dennis Hackin. Film se zaměřuje na finančně strádajícího majitele tradiční show na Divokém západě a jeho nového asistenta.

## Děj
"Bronco" Billy McCoy je stárnoucí umělec, který vystupuje s triky se střelbou před nepočetnými davy v "Bronco Billy's Wild West Show", zchátralém putovním cirkusu připomínajícím show Buffalo Bill's Wild West. Billy je majitelem a provozovatelem této show. V závěru představení Bronco Billy se zavázanýma očima střílí do balónků kolem asistentky připevněné na otáčivém dřevěném kotouči. Poslední balónek má prorazit nožem, ale asistentka se pohne a je zraněna; následkem toho ze show odchází.
Kvůli malé návštěvnosti Billy nemůže svému týmu vyplatit už šest měsíců výplatu, ale oni u něj přesto zůstávají. V dalším městě jde Bronco Billy na radnici pro povolení. Tam potká dědičku Antoinette Lilyovou a Johna Arlingtona, kteří spolu utekli aby se vzali. Antoinette svého budoucího manžela nenávidí, ale musí se vdát před dovršením 30 let, aby zdědila velké jmění. Jejich auto se porouchá v motelu naproti Wild West show. Druhý den ráno Arlington ukradne Antoinettě peníze, zavazadla a opravené auto.
Antoinette, která zůstává bez pomoci, žádá Bronco Billyho o pomoc. Ten ji najme jako novou asistentku pod jménem "Miss Lily", i když souhlasí pouze s jedním vystoupením. Antoinette improvizuje své repliky, baví publikum, ale na druhou stranu Billyho rozčiluje.
Antoinette zjistí, že Arlington byl zatčen za její vraždu (což nastražila její macecha a její podvodný právník, kteří chtějí získat její dědictví). Antoinette v tom vidí příležitost k pomstě a přidá se zpět ke Wild West show, aby zůstala v utajení. Postupně se dozvídá, že Billyho umělci nejsou skuteční kovbojové, ale převážně bývalí trestanci, alkoholici nebo obojí, kteří si vytvořili život, jaký si přejí. Billy je neúspěšný prodavač bot z New Jersey, který omylem postřelil svou ženu do nohy, když spala s jeho nejlepším přítelem. Přesto se Antoinette k týmu začíná upřímně hlásit.
Umělci Lorraine Running Water a Chief Big Eagle oznámí, že spolu čekají dítě. Tým to oslavuje v baru, ale vypukne rvačka. Když je Antoinette téměř sexuálně napadena, Billy a tým jí přijdou na pomoc. Nejmladší člen Leonard je zatčen, když je rozpoznán jako dezertér z armády. Bronco Billy použije úspory z show k úplatku šerifovi, aby Leonarda propustil, a snese i jeho verbální urážky. Když stan cirkusu shoří, všichni obviňují Antoinette z neštěstí, ale Bronco Billy ji brání. Navrhuje, aby okradli vlaka tím získali peníze na nový stan. Pokusí se o loupež staromódním westernovým způsobem (jet vedle vlaku v autě a Billy z koně skočí na vlak), ale moderní vlak jejich plán zhatí.
Tým dorazí do psychiatrické léčebny, kde každý rok vystupují zdarma. Ředitel, Dr. Canterbury, jim poskytne ubytování a pacienti ušijí nový cirkusový stan z amerických vlajek. Antoinette a Bronco Billy stráví spolu noc. Náhodou je jedním z pacientů Antoinettin manžel Arlington. Jeho vykutálený právník ho přesvědčil, aby se přiznal k šílenství poté, co údajně "zavraždil" Antoinette. Když ji Arlington uvidí, je prokázáno, že je naživu, a je propuštěn. Bronco Billy a show odjíždí bez Antoinette.
Antoinette se vrací ke svému luxusnímu životu, ale nudí se a chybí jí Billy, který utápí osamělost v alkoholu. Během představení se Bronco Billy chystá představit svou novou asistentku "Miss Lily", kterou ve skutečnosti hraje spoluhráč "Lefty" LeBow převlečený za ženu. Skutečná "Miss Lily" se však objeví místo něj. Show, nyní velmi úspěšné, probíhá hladce. Bronco Billy ji ukončí pozitivním poselstvím pro děti v publiku.